# Bratwurst

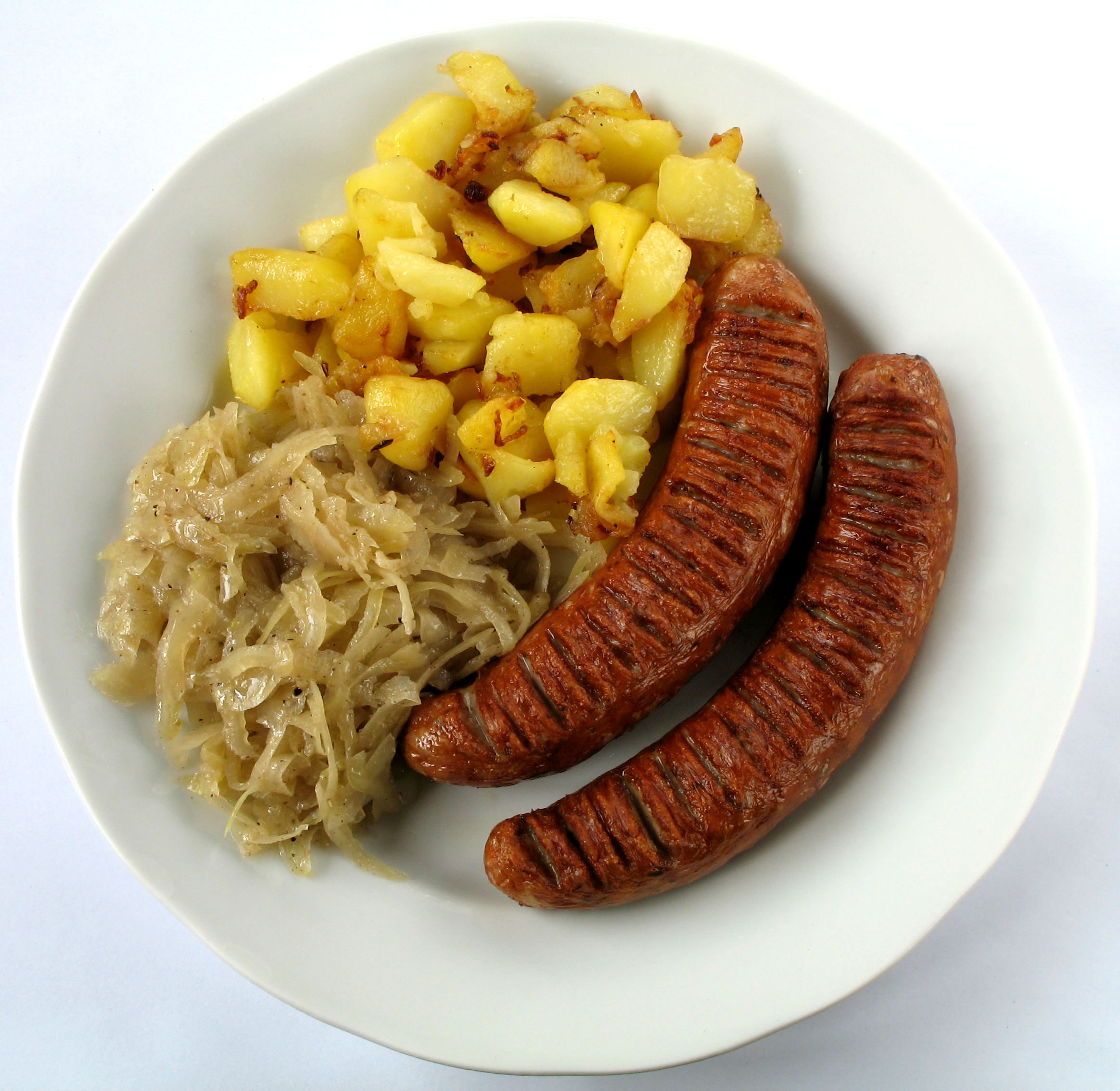
Bratwurst com chucrute e batatas.

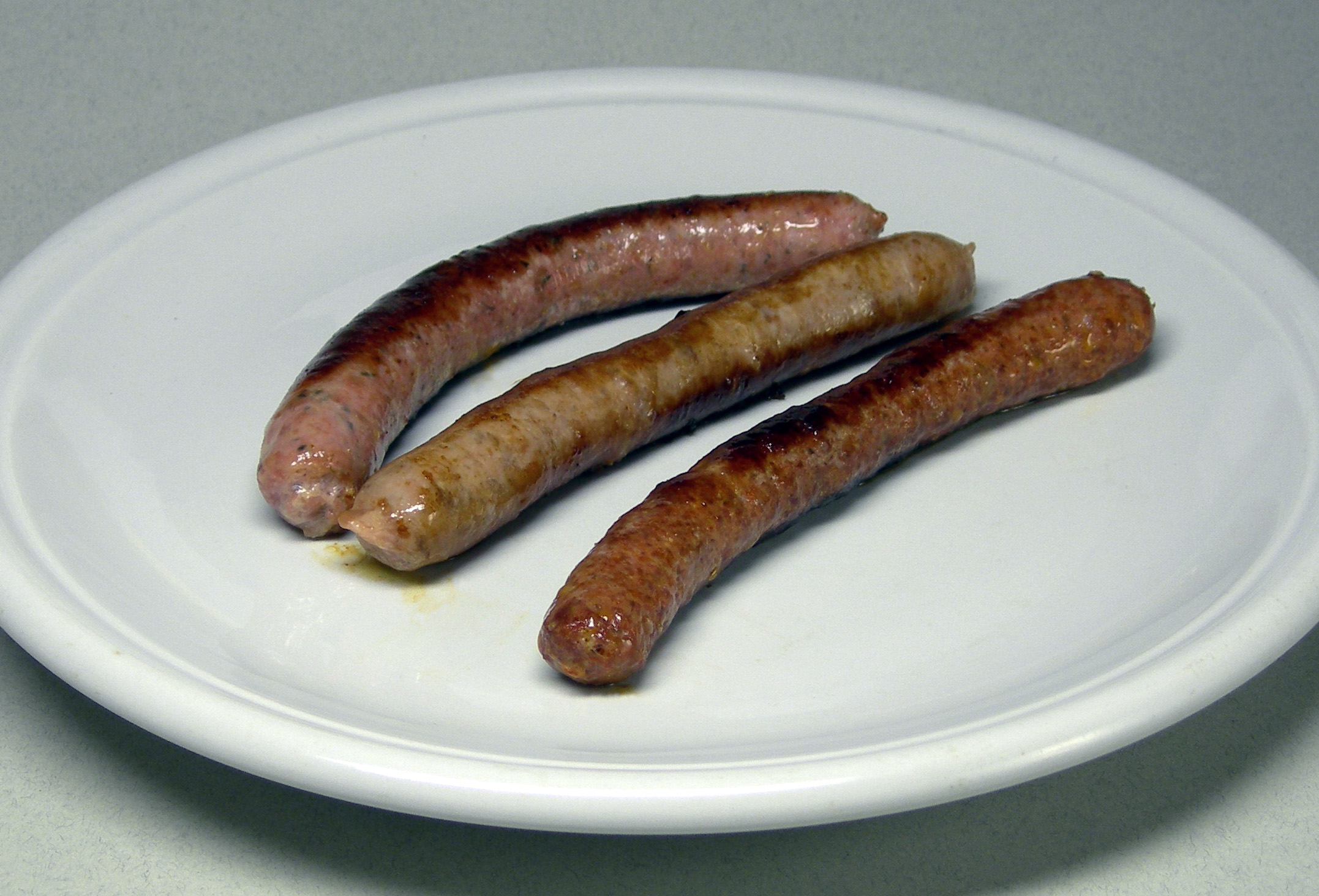
Bratwurst grelhada.

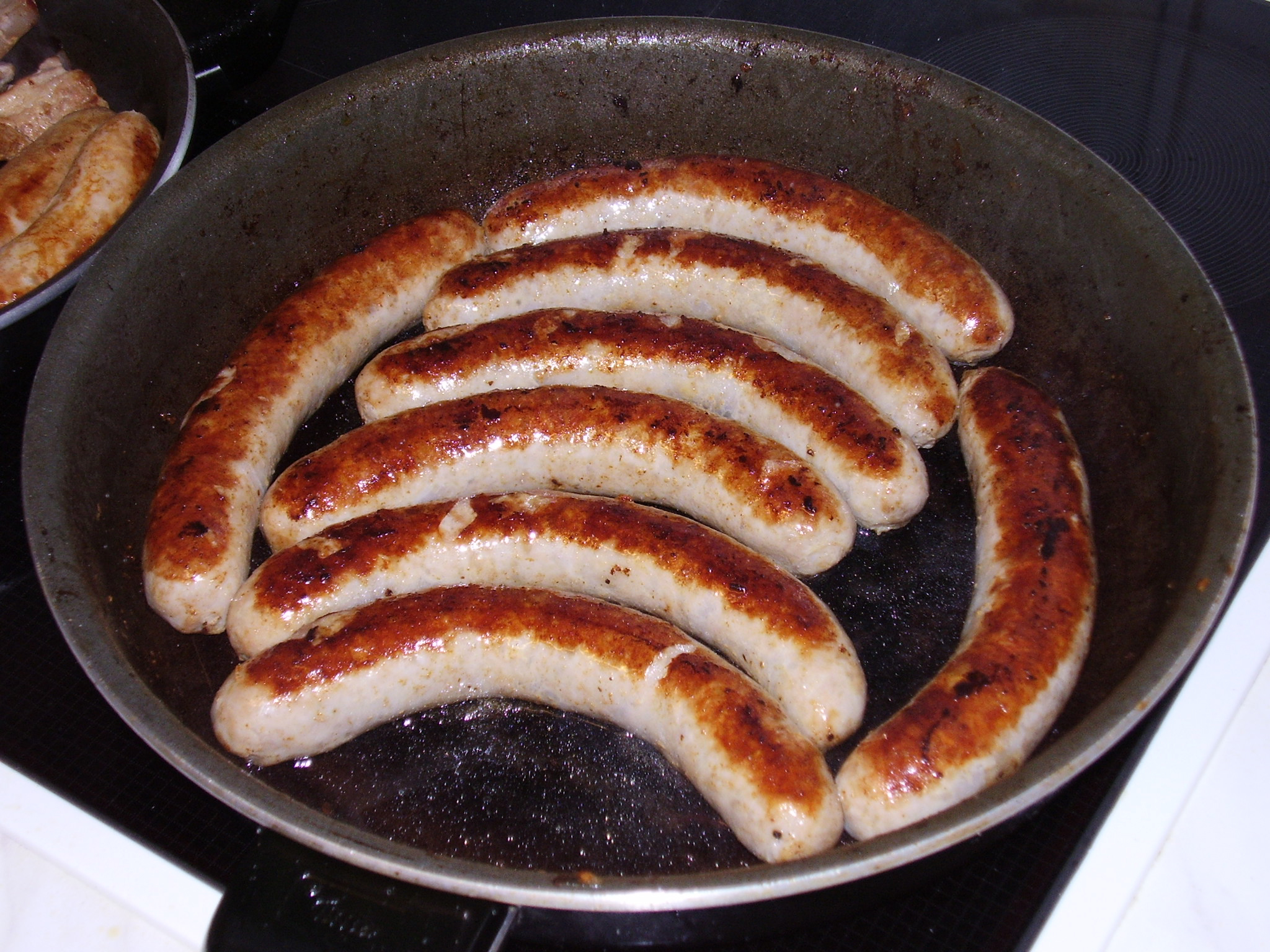
Bratwurst na frigideira.

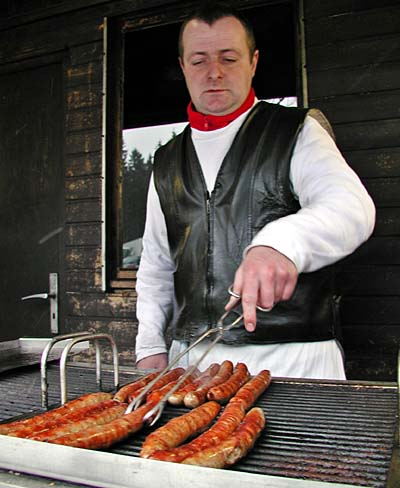
Thüringer Rostbratwurst na grelha.

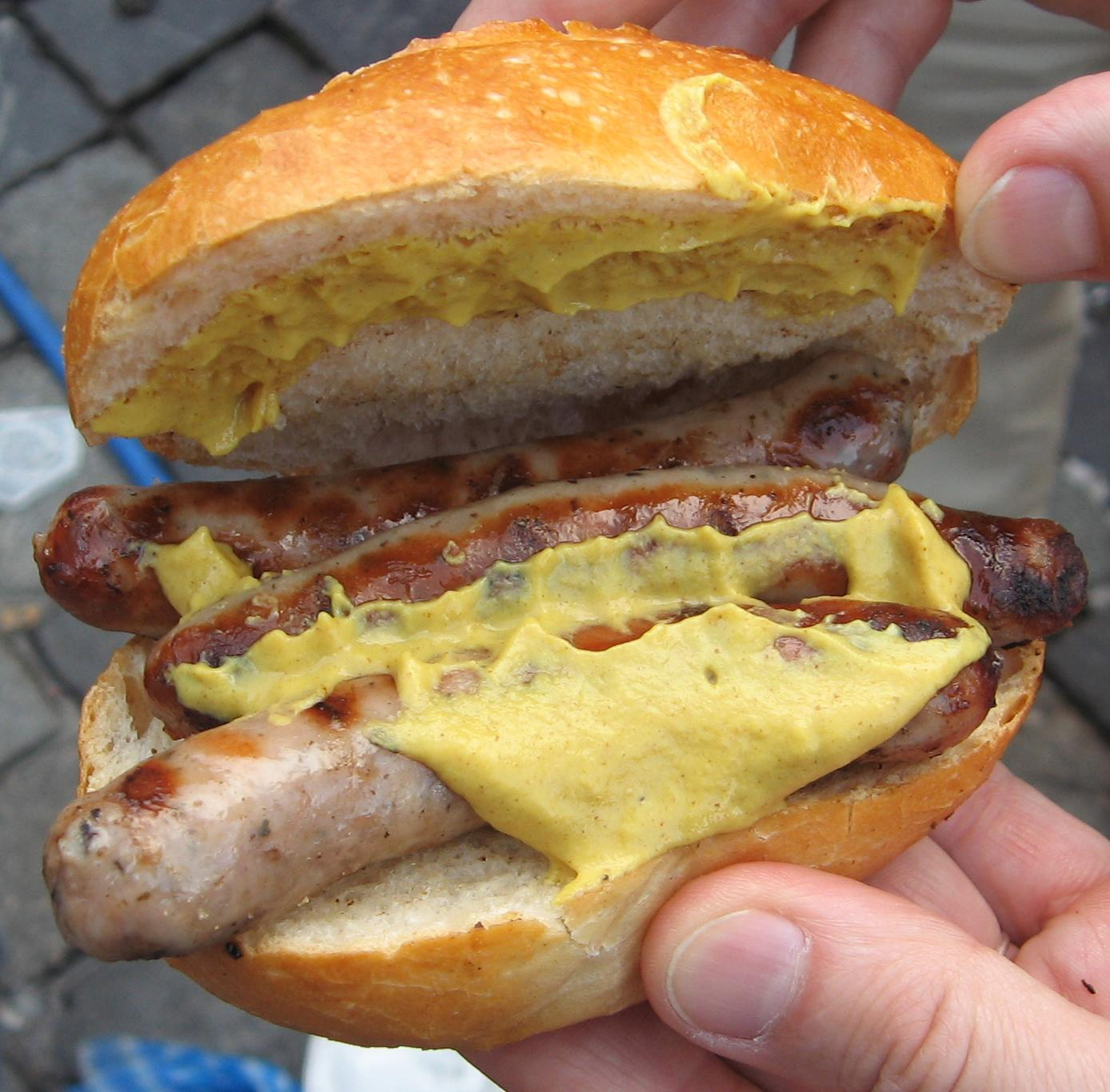
Três salsichas de Nuremberga no pão com mostarda.

Bratwurst é uma salsicha de origem alemã, composta por carnes de porco, vaca e, por vezes, vitela. 
O nome em Alemão deriva da palavra composta brätwurst, pertencente ao Alto alemão antigo. A palavra brät- significava carne cortada em pedaços pequenos e -wurst significava salsicha, tal como hoje. Apesar de a palavra brat em bratwurst descrever a forma como as salsichas são fabricadas, é frequentemente confundida como derivada do verbo braten, que significa fritar ou assar. Apesar da etimologia, fritar e assar são as formas mais comuns de preparação destas salsichas. Normalmente, são grelhadas, mas, por vezes, são também cozidas num caldo.
O nome original "bratwurst" teve provavelmente origem na região da Turíngia, onde é conhecida tradicionalmente por Thüringer Rostbratwurst. A bratwurst pequena teve origem em Nuremberga. As maiores e mais espessas, podem ser encontradas quase por todo o lado na Alemanha. 

## Consumo
Na Alemanha, estas salsichas são frequentemente consumidas com uma mostarda alemã picante ou doce, com ketchup e uma torrada ou cortadas em rodelas e comidas como Currywurst. São também frequentemente servidas num pão pequeno alemão e acompanhadas por uma cerveja. Estes pães com bratwurst são muitas vezes vendidos nas ruas, sendo frequente serem consumidos em pé.

### Recorde de consumo
A pessoa que comeu mais Bratwurst de uma só vez em menos tempo foi Joey Chestnut durante a Oktoberfest Zinzinnati realizada em Cincinnati, Ohio no ano de 2013. Chestnut consumiu o recorde de 70 unidades de Bratwurst em 10 minutos de competição.

## Tipos de Bratwurst

### Thüringer Rostbratwurst
Esta salsicha proveniente de Erfurt, na Turíngia, é uma das mais deliciosas. Apesar da sua composição ser secreta, sabe-se que é produzida com carne de porco picada e diversas especiarias, entre as quais os cominhos e a manjerona. A primeira referência a esta salsicha provém de um talho e data de 22 de Maio de 1404, tendo sido produzida para documentar o abastecimento de um convento de freiras. Em Alemão, diz: 1 Groschen (1gr vor dame czu brotwurstin).
A salsicha Thüringer Bratwurst encontra-se protegida pelas leis da União Europeia desde 6 de Janeiro de 2004, que exige que só se denominem com esse some salsichas que meçam entre 15 e 20 centímetros, enchidas num intestino natural, crua ou fervida e com uma quantidade determinada de condimentos. Prepara-se assada sobre uma grelha previamente coberta abundantemente com gordura e serve-se sobre um prato de madeira.
Existem também versões vegetarianas destas salsichas, produzidas com seitan.

### Nürnberger Rostbratwurst
A Nürnberger Rostbratwurst ou Bratwurst de Nuremeberga disputa com a Thüringer Rostbratwurst a antiguidade de 600 anos. É uma pequena salsicha, com origem na cidade de Nuremberga, que se pode encontrar em quase todos os restaurantes ou lojas de comida na rua. O seu tamanho é de cerca de 7 a 9 centímetros, com cerca de 20 a 25 gramas. Possui uma cor acinzentada clara, podendo facilmente serem notadas as especiarias, como pontos mais escuros. Em Portugal, é possível encontrar estas salsichas em diversos supermercados de origem alemã, assim como em alguns restaurantes.

### Bratwurst norte-americana
A bratwurst é também popular nos EUA, existindo uma grande indústria dedicada à sua produção. O maior fabricante é a Johnsonville, com sede no Winsconsin, estado que conta com uma grande população de origem alemã.